# Kasakhstans flag
Kasakhstans flag er lyseblåt med en gul sol med 32 stråler og en steppeørn i midten og et gult nationalornament langs stangsiden. Flaget blev indført 4. juni 1992 og er i størrelsesforholdet 1:2.
Flagets karakteristiske lyseblå farve har både en historisk, men også en symbolsk forklaring. Symbolsk står den blå farve for fred, stilhed og velvære. Farven står også for den store åbne himmel som Kasakhstans traditionelle nomadiske befolkning har levet under. Steppeørnen i midten af flaget er ligeledes en reference til Kasakhstans åbne sletter. Den blå farve begrundes historisk med, at kasakhernes historie kan følges tilbage til den blå horde, et tyrkisk-mongolske khanat som opstod omkring 1227 og udgjorde en del af det mongolske rige. Den blå horde fik sit navn fordi den førte et blåt banner. Solen i midten af flaget har 32 stråler. Solen og ørnen står sammen for frihed og høje idealer. Flaget er tegnet af Sjaken Nijazekov.
Ornamentet på stangsiden er baseret på et traditionelt kasakhisk mønster. Sådanne nationalornamenter findes i nogle flag i lande som tidligere hørte under Sovjetunionen, eksempelvis i Hviderusland eller Tjetjeniens flag.

## Orlogsgøs
Kasakhstan har søterritorium i det Kaspiske Hav og landets søforsvar fører eget orlogsgøs. Dette er delt i hvidt over blåt og har ørnen og solen fra nationalflaget i midten. I kantonen er der placeret et blåt anker med en rød stjerne over. Også dette flag er i forholdet 1:2. Marinens støttefartøjer fører orlogsgøsen som kanton i et mørke blåt flag.

## Sovjettidens flag
Før Kasakhstan blev selvstændigt 16. december 1991 var landet en sovjetrepublik. Landets flag var da baseret på Sovjetunionens flag , det vil sige rødt og med kommunismens stjerne, hammer og segl i kantonen. Kasakhstans særlige mærke i dette flag bestod af et blåt bånd i nedre del af flaget. De andre sovjetrepublikker havde flag efter samme model, med et eget mønster særegen for hver enkelt sovjetrepublik.